# Čerenčany
Čerenčany (ungarisch Cserencsény) ist eine Gemeinde in der Mitte der Slowakei mit 532 Einwohnern (Stand 31. Dezember 2024), die im Okres Rimavská Sobota, einem Kreis des Banskobystrický kraj, liegt und zur Landschaft Gemer gezählt wird.

## Geographie

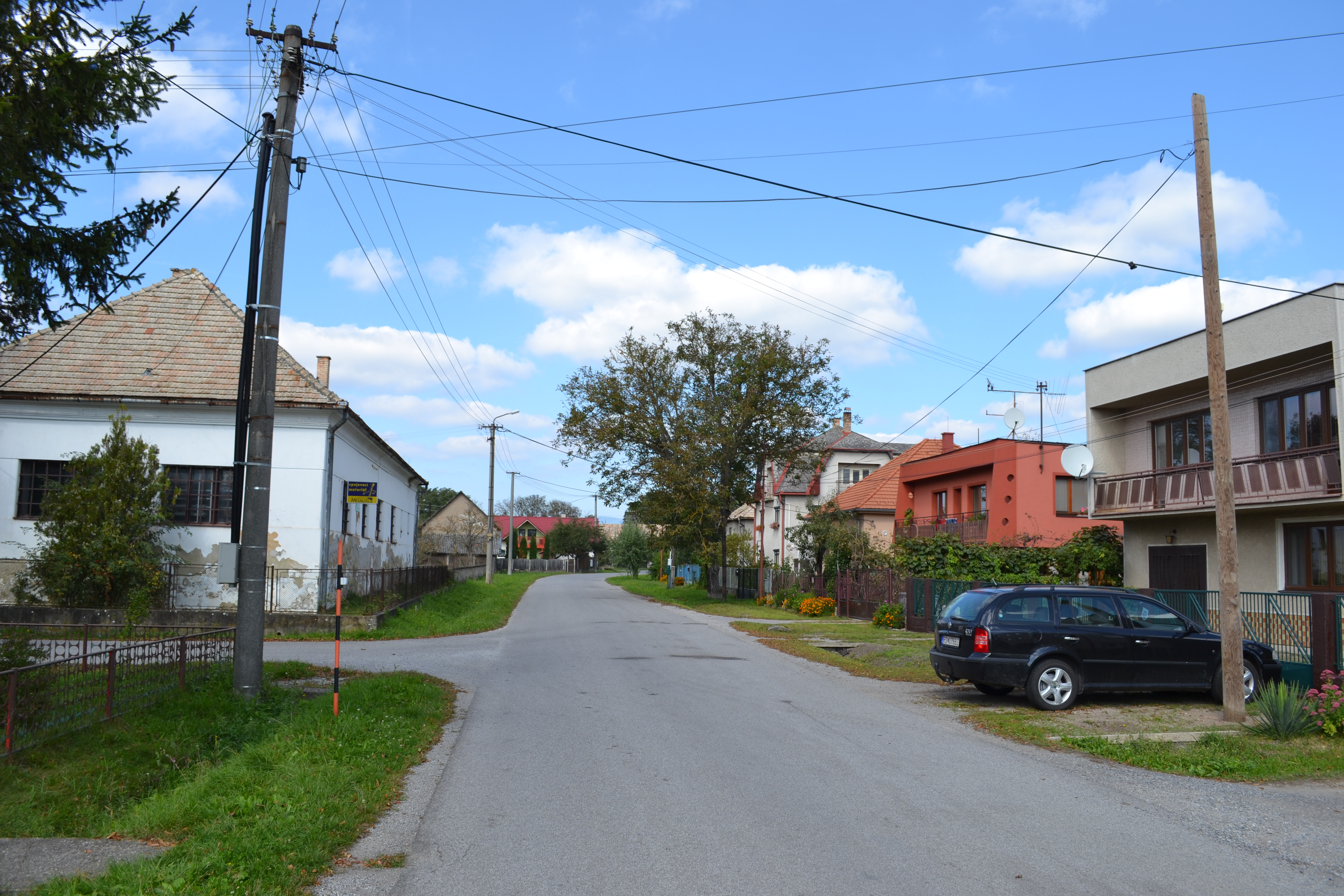
Straße im Ort

Die Gemeinde befindet sich am Südrand des Slowakischen Erzgebirges, am Übergang in das südslowakische Becken, im Tal der Rimava. Das Ortszentrum liegt auf einer Höhe von 215 m n.m. und ist fünf Kilometer von Rimavská Sobota entfernt.
Nachbargemeinden sind Veľké Teriakovce (Ortsteil Malé Teriakovce) im Norden, Rimavská Sobota (Stadtteile Vyšná Pokoradz und Rimavská Sobota) im Osten und Süden und erneut Veľké Teriakovce im Westen.

## Geschichte

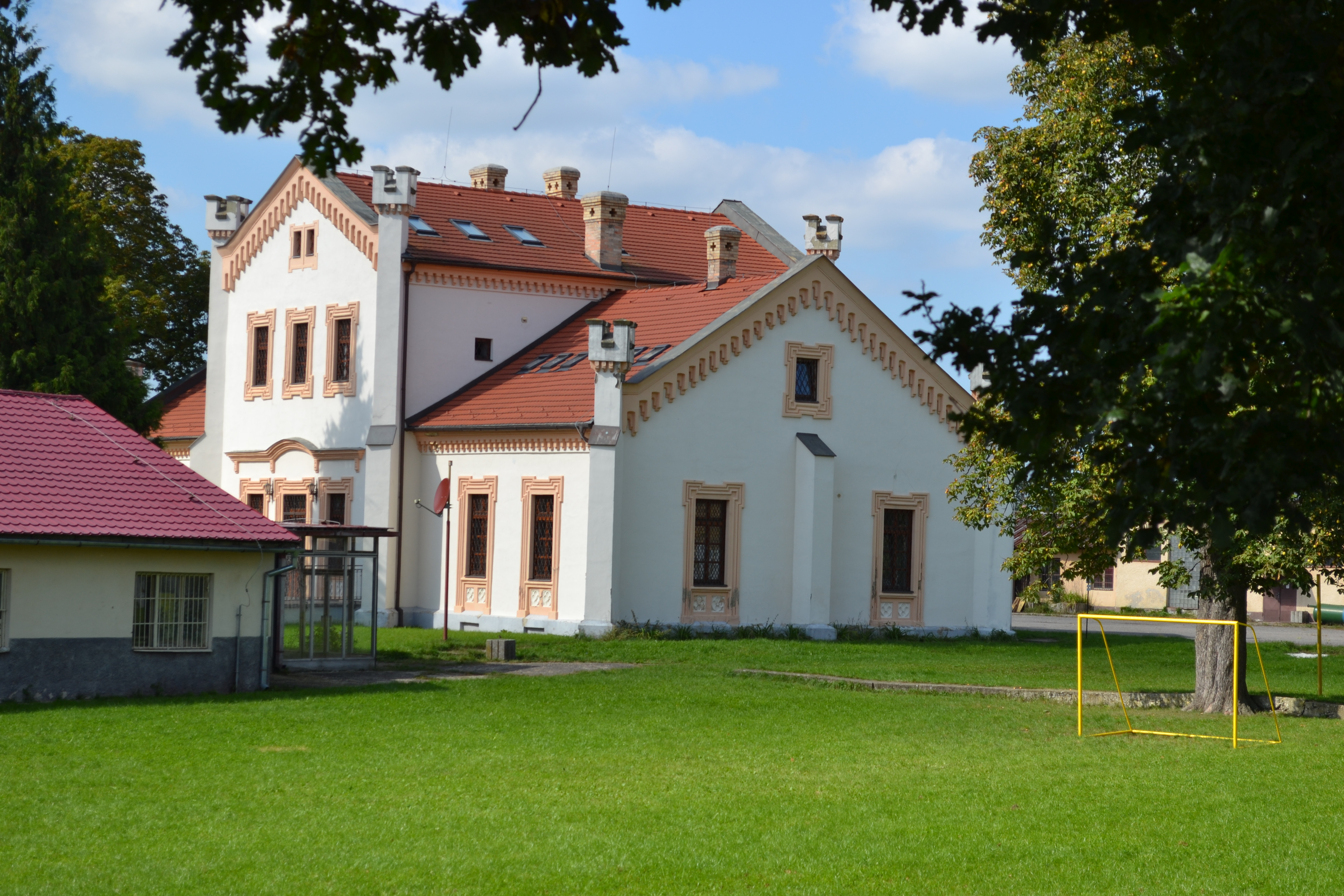
Landsitz

Čerenčany wurde zum ersten Mal 1334 als Gut des Erzbistums Kalocsa als Cherenchen schriftlich erwähnt. Im 15. Jahrhundert lag das Dorf im Herrschaftsgebiet der Burg Hajnáčka, später war es Besitz verschiedener Grundherren. 1828 zählte man 34 Häuser und 295 Einwohner, die als Böttcher, Landwirte und Töpfer, im 19. Jahrhundert auch als Gärtner beschäftigt waren.
Bis 1918/1919 gehörte der im Komitat Gemer und Kleinhont liegende Ort zum Königreich Ungarn und kam danach zur Tschechoslowakei beziehungsweise heute Slowakei. Nach 1918 arbeiteten die Einwohner in der Landwirtschaft am örtlichen Großgut, das nach dem Zweiten Weltkrieg verstaatlicht wurde.

## Bevölkerung
| Jahr                | 1994 | 2004    | 2014     | 2024    |
| ------------------- | ---- | ------- | -------- | ------- |
| Anzahl der Personen | 454  | 486     | 555      | 532     |
| Unterschied         |      | +7,04 % | +14,19 % | −4,14 % |

| Jahr                | 2023 | 2024    |
| ------------------- | ---- | ------- |
| Anzahl der Personen | 537  | 532     |
| Unterschied         |      | −0,93 % |

Gemäß der Volkszählung 2011 wohnten in Čerenčany 550 Einwohner, davon 459 Slowaken, 20 Magyaren, drei Tschechen sowie jeweils ein Mährer, Pole und Rom. 65 Einwohner machten keine Angabe zur Ethnie.
260 Einwohner bekannten sich zur römisch-katholischen Kirche, 64 Einwohner zur Evangelischen Kirche A. B., sieben Einwohner zur reformierten Kirche, zwei Einwohner zu den Zeugen Jehovas sowie jeweils ein Einwohner zur evangelisch-methodistischen Kirche und zur griechisch-katholischen Kirche; zwei Einwohner bekannten sich zu einer anderen Konfession. 133 Einwohner waren konfessionslos und bei 80 Einwohnern wurde die Konfession nicht ermittelt.

## Bauwerke und Denkmäler

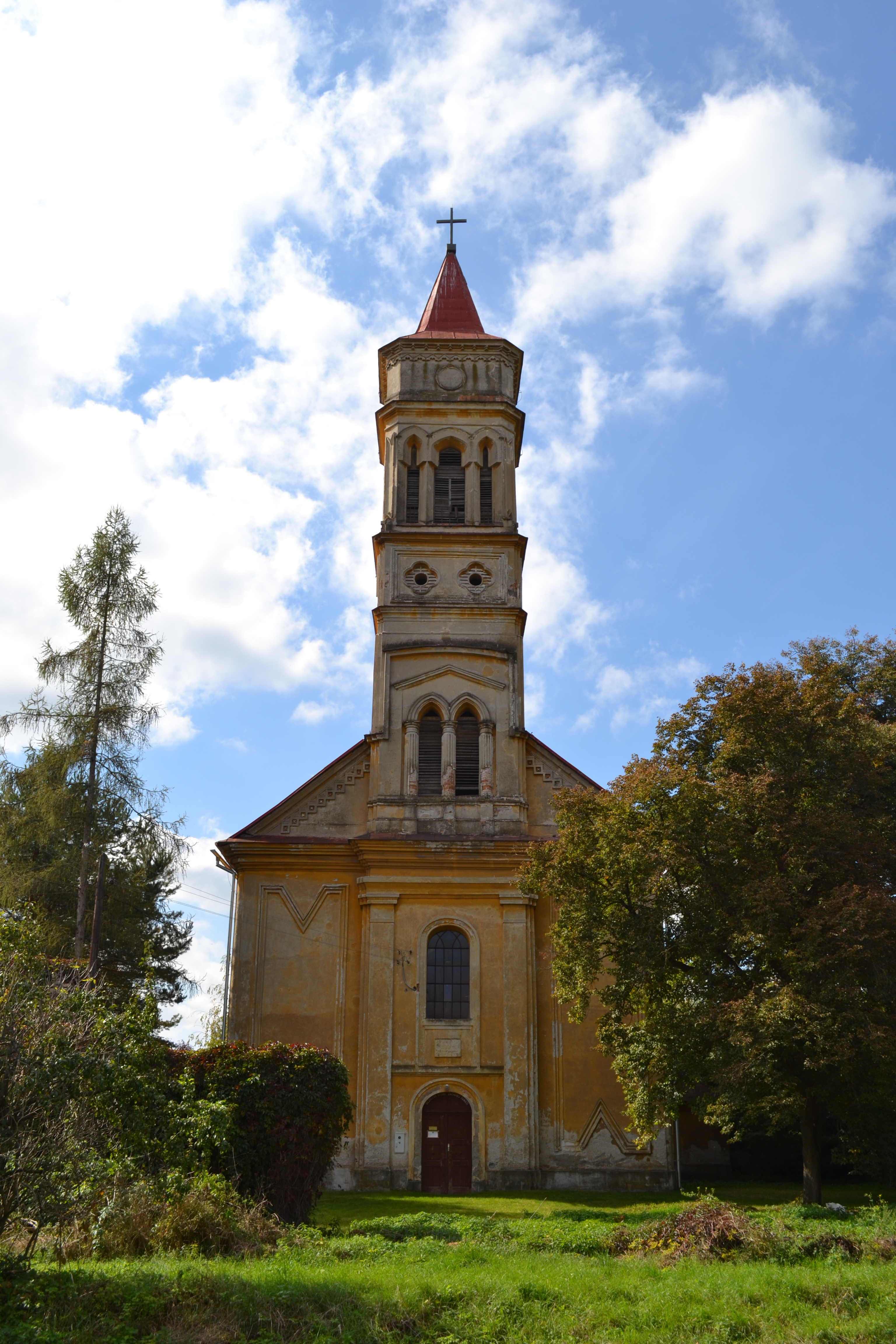
Evangelische Kirche

- Evangelische Kirche im klassizistischen Stil aus dem Jahr 1831, die aus einer älteren Toleranzkirche hervorging, mit dem 1861 gebauten Turm
- Landsitz im klassizistischen Stil aus dem Jahr 1860

## Verkehr
Einen halben Kilometer westlich des Ortes passiert die Straße 1. Ordnung 72 (Teilstrecke Rimavská Sobota–Brezno). Am östlichen Ortsrand gibt es eine Haltestelle an der Bahnstrecke Jesenské–Tisovec.